# Tanius
 Tanius  ist eine Gattung der Hadrosaurier (Hadrosauridae) aus der Oberkreide (Campanium) Asiens. Es ist lediglich die Typusart T. sinensis wissenschaftlich beschrieben.

## Beschreibung
Tanius ähnelte wahrscheinlich Edmontosaurus, der größte Teil des Vorderschädels ist jedoch unbekannt. Anders als bei fast allen anderen Hadrosauriern mit Ausnahme von Gilmoreosaurus und Bactrosaurus war die Kontaktfläche des Jochbeins (Jugale) mit dem Oberkieferknochen (Maxillare) nicht oder kaum seitlich verbreitert, sondern in Längsrichtung gestreckt.

## Fundstelle
Die Fossilfunde von Tanius besteht aus vermutlich drei Individuen, von denen unzusammenhängende Skelette gefunden wurden, sowie Knochen des Schädel- und des Körperskeletts. Die Skelette stammen aus der Wangshi-Gruppe in der chinesischen Provinz Shandong, einer Fundstelle aus der Oberkreide, in der neben Tanius auch Fossilien anderer Hadrosaurier (Tsintaosaurus, Shantungosaurus), der Tyrannosauride Chingkankousaurus  sowie der zu den Pachycephalosauria gehörende Micropachycephalosaurus gefunden wurden. Unter den oberkreidezeitlichen Sedimentgesteinen befindet sich eine weitere fossilführende Schicht aus der Unterkreide mit Funden von Psittacosaurus.

## Systematik
Carl Wiman veröffentlichte 1929 die wissenschaftliche Erstbeschreibung der Gattung Tanius. Die Gattung könnte zu den frühen Hadrosauriern gehören, eine genauere Zuordnung innerhalb der Gruppe steht jedoch – wie bei anderen Gattungen (Claosaurus, Secernosaurus) – bedingt durch die Spärlichkeit des Materials, noch aus.
Innerhalb der Gattung wird nur die Typusart Tanius sinensis als gültig betrachtet während die als T. chinkankouensis  Young, 1958 und T. laiyangensis Zhen, 1976 beschriebenen Arten Tsintaosaurus spinorhinus zugeschlagen werden und T. prynadai Riabinin, 1937/Young, 1958 als ein nomen dubium von Bactrosaurus prynadai betrachtet wird.

## Belege